# Paolo Emilio Cesi
Paolo Emilio Cesi (Cesi, 1481 – Roma, 5 agosto 1537) è stato un cardinale italiano.

## Biografia
Figlio del nobile romano Angelo Cesi e di Francesca Cardoli, fratello del cardinale Federico Cesi, parente dei due cardinali omonimi: (Pierdonato seniore e Pierdonato iuniore), nonché del cardinale Bartolomeo Cesi. Terminati gli studi, si recò a Roma, dove fu notaio del Concilio Lateranense V. Fu anche protonotario apostolico e reggente della Cancelleria Apostolica.
Nel concistoro del 1º luglio 1517 papa Leone X lo elevò alla dignità cardinalizia e il 6 luglio dello stesso anno gli conferì la diaconia di San Nicola fra le Immagini. Il 6 febbraio 1520 fu nominato amministratore apostolico dell'arcidiocesi di Lund, a cui rinunziò il 12 luglio 1521.
Partecipò al conclave del 1521-1522 che elesse papa Adriano VI.
Fu amministratore apostolico della diocesi di Sion dal 12 novembre 1522 all'8 settembre 1529. Fu nominato anche amministratore apostolico di Todi il 1º giugno 1523, ma il 12 giugno dello stesso anno rinunciò a favore del fratello Federico.
Partecipò al conclave del 1523 che elesse papa Clemente VII. Fu nominato amministratore apostolico di Narni il 20 maggio 1524, ma il 1º giugno dello stesso anno rinunciò a favore del nipote Bartolomeo. Il 7 aprile 1525 fu nominato anche amministratore apostolico di Orte e Civita Castellana, diocesi che tenne fino alla morte e a cui aggiunse nel 1525 la diocesi di Cervia, che il 23 marzo 1528 cedette a Ottavio Cesi.
Nel sacco di Roma del 1527 perse tutti i suoi beni; nel 1529, in assenza del papa, fu nominato governatore di Roma.
Il 6 ottobre 1529 fu nominato amministratore apostolico della diocesi di Massa Marittima, a cui rinunziò il 21 ottobre 1530.
Il 5 settembre 1534 optò per la diaconia di Sant'Eustachio. Sempre sotto il pontificato d Clemente VII fu prefetto del Supremo tribunale della Segnatura apostolica.
Partecipò al conclave del 1534 che elesse papa Paolo III.
Morì a Roma e fu sepolto nella basilica di Santa Maria Maggiore.

## Ascendenza
|                                      |                    |                                                             | Genitori                  |  |  | Nonni |  |  | Bisnonni                |  |  | Trisnonni              |  |
|                                      |                    |                                                             |                           |  |  |       |  |  | Antonio Chitani di Cesi |  |  | Andrea Chitani di Cesi |  |
|                                      |                    |                                                             |                           |  |  |       |  |  | Antonio Chitani di Cesi |  |  | Andrea Chitani di Cesi |  |
|                                      |                    | Firmina Liviani                                             |                           |  |  |       |  |  | Antonio Chitani di Cesi |  |  |                        |  |
| Pietro Cesi                          |                    |                                                             |                           |  |  |       |  |  | Antonio Chitani di Cesi |  |  |                        |  |
|                                      |                    | Angela Ternabili                                            | …                         |  |  |       |  |  |                         |  |  |                        |  |
|                                      |                    | Angela Ternabili                                            | …                         |  |  |       |  |  |                         |  |  |                        |  |
|                                      |                    | Angela Ternabili                                            | …                         |  |  |       |  |  |                         |  |  |                        |  |
| Agnolo Cesi, nobile romano           |                    | Angela Ternabili                                            |                           |  |  |       |  |  |                         |  |  |                        |  |
|                                      |                    | …                                                           | …                         |  |  |       |  |  |                         |  |  |                        |  |
|                                      |                    | …                                                           | …                         |  |  |       |  |  |                         |  |  |                        |  |
|                                      |                    | …                                                           | …                         |  |  |       |  |  |                         |  |  |                        |  |
| Brigida dell'Arca                    |                    | …                                                           |                           |  |  |       |  |  |                         |  |  |                        |  |
|                                      |                    | …                                                           | …                         |  |  |       |  |  |                         |  |  |                        |  |
|                                      |                    | …                                                           | …                         |  |  |       |  |  |                         |  |  |                        |  |
|                                      |                    | …                                                           | …                         |  |  |       |  |  |                         |  |  |                        |  |
| Paolo Emilio Cesi                    |                    | …                                                           |                           |  |  |       |  |  |                         |  |  |                        |  |
|                                      | Lucantonio Cardoli | Vittorio Cardoli                                            |                           |  |  |       |  |  |                         |  |  |                        |  |
|                                      | Lucantonio Cardoli | Vittorio Cardoli                                            |                           |  |  |       |  |  |                         |  |  |                        |  |
|                                      | Lucantonio Cardoli | …                                                           |                           |  |  |       |  |  |                         |  |  |                        |  |
| Lancellotto Cardoli, nobile di Narni | Lucantonio Cardoli |                                                             |                           |  |  |       |  |  |                         |  |  |                        |  |
|                                      |                    | …                                                           | …                         |  |  |       |  |  |                         |  |  |                        |  |
|                                      |                    | …                                                           | …                         |  |  |       |  |  |                         |  |  |                        |  |
|                                      |                    | …                                                           | …                         |  |  |       |  |  |                         |  |  |                        |  |
| Franceschina Cardoli                 |                    | …                                                           |                           |  |  |       |  |  |                         |  |  |                        |  |
|                                      |                    | Erasmo Stefano da Narni "Gattamelata", signore di Valmareno | Paolo da Narni            |  |  |       |  |  |                         |  |  |                        |  |
|                                      |                    | Erasmo Stefano da Narni "Gattamelata", signore di Valmareno | Paolo da Narni            |  |  |       |  |  |                         |  |  |                        |  |
|                                      |                    | Erasmo Stefano da Narni "Gattamelata", signore di Valmareno | Melania Gattelli          |  |  |       |  |  |                         |  |  |                        |  |
| Antonia Gattamelata                  |                    | Erasmo Stefano da Narni "Gattamelata", signore di Valmareno |                           |  |  |       |  |  |                         |  |  |                        |  |
|                                      |                    | Giacoma Beccarino Brunori "della Leonessa"                  | Antonio Beccarino Brunori |  |  |       |  |  |                         |  |  |                        |  |
|                                      |                    | Giacoma Beccarino Brunori "della Leonessa"                  | Antonio Beccarino Brunori |  |  |       |  |  |                         |  |  |                        |  |
|                                      |                    | Giacoma Beccarino Brunori "della Leonessa"                  | …                         |  |  |       |  |  |                         |  |  |                        |  |
|                                      |                    | Giacoma Beccarino Brunori "della Leonessa"                  |                           |  |  |       |  |  |                         |  |  |                        |  |